# Короп (селище)

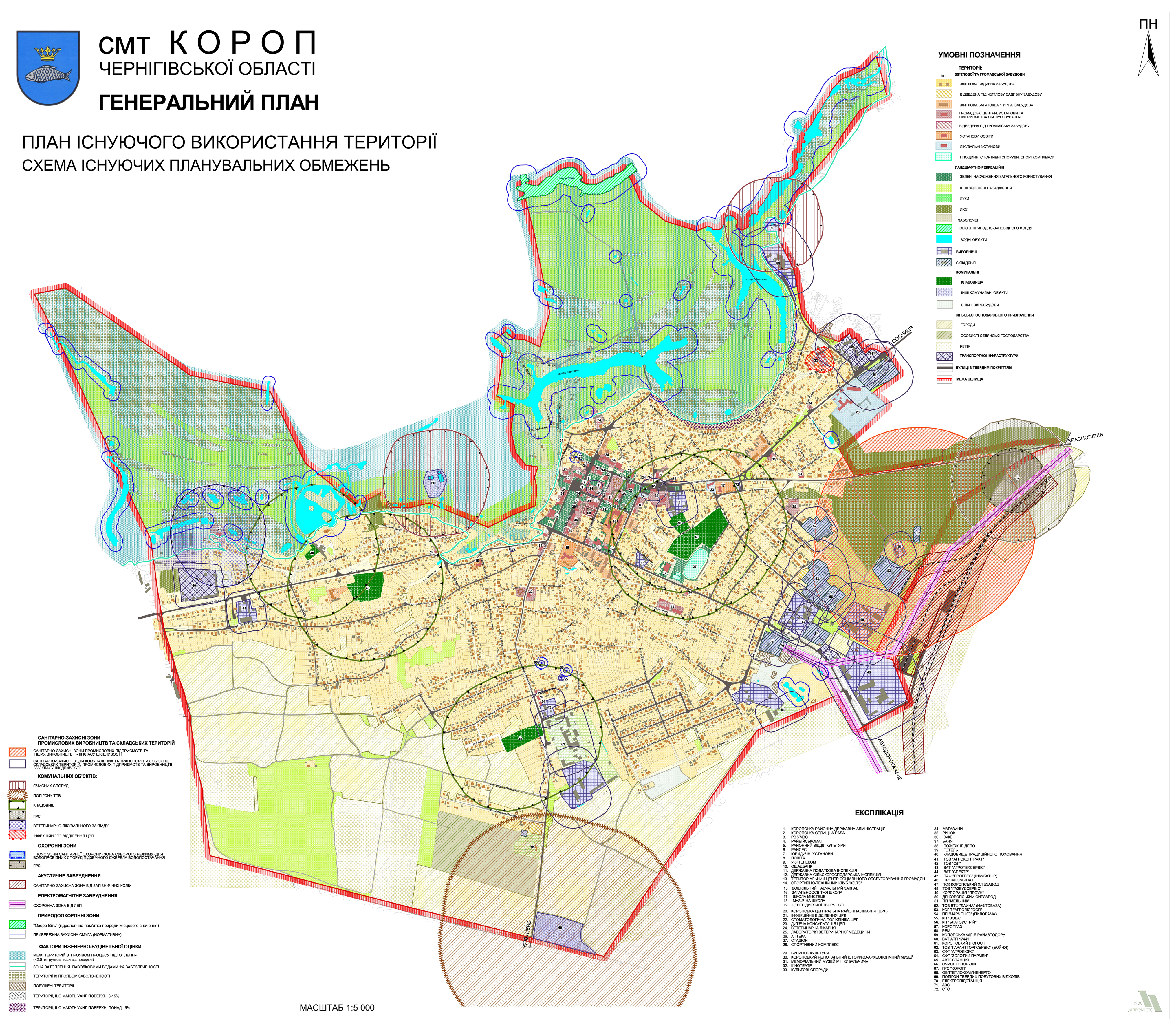
Генеральний план смт. Короп

Ко́роп (до XVII ст. — Хоробор) — селище в Новгород-Сіверському районі Чернігівської області, центр Коропської селищної громади. Населення — 5000 осіб (орієнтовно).
Відповідно до розпорядження Кабінету Міністрів України № 730-р від 12 червня 2020 року «Про визначення адміністративних центрів та затвердження територій територіальних громад Чернігівської області», увійшло до складу Коропської селищної громади.

## Географія

### Географічне положення
Місто на схід від обласного центру Чернігова. Розташований за 3 км від пристані Мальцеве на річці Десна, та за 21 км від автомагістралі Київ — Москва. Є залізничне сполучення зі станцією Алтинівка, південно-західної залізниці.

### Гідрологія
Річка Десна та Віть, озера Карпівка, Панське та інші.

## Історія

### Легенда про заснування
Збереглася легенда, що пов'язує назву міста з рибою коропом. Давня легенда розповідає, що колись їхав полем запорізький козак і побачив невеликий татарський загін, який гнав у неволю селян-українців. Вступив витязь у бій з людоловами, всіх їх порубав та визволив полонених. Після праведного поєдинку вирішив козак змити кров із своєї шаблі у ручаї, що протікав неподалік. А коли вийняв її з води, то на вістрі побачив рибу коропа. Вдячні полонені заснували поселення на місці свого визволення й назвали його Коропом.
Інший варіант цієї легенди також мовить про запорізького козака, який прискакав на баскому коні з гетьманської столиці Батурина та й зупинився на березі Десни. До протилежного берега — рукою подати, але там походжають чванькуваті жовніри. Ріка стала межею двох світів: волелюбного українського козацтва та пихатої шляхти. Козак зіскакує з коня, підходить до річки і, розмахнувшись з усієї сили, люто б'є по воді шаблюкою. Але що це?
Шабля стала набагато важчою і виблискує під променями сонця нанизаною на неї рибою. Кращого місця для сторожового козацького поста не знайти. А вже зі сторожового поста Короп став чималим містом.

### Герб Коропа
4 червня 1782 р. — затверджено герб Коропа. Вже 1674—1695 р. на міській печатці на щиті зображено рибу коропа під короною, обабіч по семипроменевій зірці. На інших печатках 1675-1771-го років схожий герб без зірок.

### Ранній етап історичного розвитку
Археологічні знахідки переконливо свідчать, що Короп — місто дотатарське. На околицях Коропа знайдені слов'янські поселення (ІІ-V ст.), городище і курганний могильник періоду Київської Русі. Вчені вважають, що це — залишки давньоруського міста Хоробор, яке згадується в Іпатіївському літописі під 1153,1159 і 1234 рр. Він входив до Новгород-Сіверського, а після навали орд Батия— Брянського повітового князівства. Про час заснування Коропа, на жаль, історичні джерела не містять достеменних відомостей. «Энциклопедический словарь» 1895 р. (т. XVI) подає наступне: «Первое известие о нынешнем Коропе встречается в универсале гетмана Остряниці, 1638 г.». Літописний Хоробор, пізніше вотчина іменитих князів Глинських (родичів Василя III, хана Мамая, Івана Грозного), був видатним містом— фортецею. Про його місцезнаходження тривають дискусії між кількома поколіннями істориків. На околицях Коропа виявлено стоянку і поселення «Короп-3» періоду мезоліту-бронзи (8-2 тис. до н. е.), поселення неоліту (5 тис.до н. е.), бронзи (2тис.до н. е.), слов'янське поселення (3-5ст.), періоду Київської Русі (10-13 ст.)

### XVI—XVIII століття
Близько 1500 р. литовський князь Олександр вимушено віддав Короп, у складі Сіверських волостей, окупованих московитами Івану III — «государю всея Руси». І вже 1526 р. вони управлялися царськими намісниками, воєводами, осадчими.             
За Деулінським перемир'ям 1618 рік — після звільнення повернулось під владу Речі Посполитої; з 1635 р. — центр волості Новгород-Сіверського повіту Чернігівського воєводства.
Утиски, що їх терпіло населення від євреїв, у чиїй оренді знаходилась більшість маєтностей польських панів, а нерідко і православні церкви, пиха шляхта, буйство п'яних жовнірів, не раз ставали причиною збройних повстань, у яких активну участь брали мешканці Коропщини, склад яких поповнювався вихідцями з інших регіонів України. Сіверські землі, найбільш захищені від зовнішніх ворогів лісами і болотами, у XVII та на початку XVIII ст. приваблювали переселенців з поруйнованої Середньої Наддніпрянщини, Поділля та Волині. Селилися ці люди і в Коропі.
1655 року селище знову опинилось в московській окупації. Після національно-визвольної війни (1648—1657 рр.) — сотенне містечко Ніжинського полку (з 1659). Коропська сотня безпосередньо підлягала гетьманові. З історичного документу того часу: «31 октября 1660 года дана была великим государем Алексеем Михайловичем милостивая грамота всему Нежинскому полку (до якого входила Коропська сотня) о прощении за прошедшую измену их и смятению. Во время измены гетьмана Выговского Нежинский полк, под командою полковника Гуляницкого, изменивши государю, очень усердно служил Выговскому в его борьбе с Российскими войсками и оказал ему большую услугу, выдержавши трехмесячную осаду Конотопа в 1659 г.»
Про ті страшні події свідчить запис данця Юля, що проїжджав через Короп у 1711 р.:
Того ж року місто відвідав данський дипломат Юст Юль, залишивши наступний опис:
| У минулі часи, шістдесят років тому, місто Короп збунтувалося проти царя і піддалося татарам. За це, коли згодом цар взяв його нападом, він був весь спалений і зруйнований, мешканці його зарубані, а фортеця висаджена в повітря. Словом, місто зазнало тієї самої долі, яка пізніше, всього кілька років тому, спіткала Батурин, коли Мазепа перейшов до шведів. Відтоді Короп устиг знову забудуватися і знову згоріти від випадкової пожежі. Втім, стан його доволі квітучий. Сліди старих зруйнованих валів ще видно...[5] |
В розпал боротьби між Московією і Польщею у 1664 р. Короп був взятий поляками і татарами «которым и сдался добровольно». Тоді одна з колон Яна Казимира, під командуванням Потоцького, рухалась на Глухів через Борзну, Короп та Кролевець. В «Літописі Самовидця» знаходимо: «рушил король з силами под Короп, где оному поклонилися, спод Коропа до Кролевца и Кролевец поклонился, у которих городах залоги свої король росказал класти, а сам просто вал под. Глухов, місто пограничное.» Але «вскоре явился сюда князь Ромодановский и после немалого боя с татарами, овладел этим городом» (Коропом). Короп знову був спустошений.
Після завоювання у 1663 р. польським королем Яном — Казимиром Валахії, при гетьмані Юрію Хмельницькому (1659—1662 рр.) в наш край переселилося багато валахів (волощан), зокрема у Короп. Дехто з місцевих жителів ще й тепер має характерні риси обличчя.
Короп швидко відбудовувався після руйнувань. В немалій мірі цьому сприяв гетьман Дем'ян Многогрішний (1669—1672 рр.), який дуже прихильно ставився до рідного містечка. В одному з його універсалів (1669 р.), де Коропу надаються значні пільги, читаємо: «Видячи место Коропов, мещан и волощан зныщеных и прочих розышлых, и хотячи того, абы знову до первой своей перфекции прити могло.в месте Коропове мещанам свободы надаем на пять год и волощанам на три года от дати сего универсала нашего от всяких так поблечных, яко и приватных податков, поборов, подымных, чиншов, дорочных, плачения грошей подводных, так, подвод самых, мест от товаров чоповых, капчизн и вшеяких повинностейкому колвек надлежащих, также от становиск, стаций, ночлегов попасов, войсковых, тем самым нашим универсалом увольняем. Стосуючися до универсалов месту Коропову на села, наданы на расходы мескіе, т.е. села: Райгородок, Лукнов, Жерновки, Риботин, Сохачи… якієбьі месту подлежал і подачи вшеякие отдавалі, тут же приписываем села: Карыльское, Рождественное, Краснопулье, Былка, абы. помошными были.». Як бачимо, Короп за універсалами Многогрішного, разом зі значними пільгами, отримав усі навколишні села. Многогрішний планував побудувати в Коропі захищеному болотами оборонну промисловість. Уже в 1669 р. тут облаштовується артилерійський двір.
Наступник Многогрішного Іван Самойлович (1672 — 1687 рр.) за постановою «Конотопських» статей (кожний гетьман укладав свою угоду з царем) у 1672 р. віддав Короп разом із Риботином, Сохачами Райгородком та Лукновом на утримання Генеральної військової артилерії, і він став «зимовой кватирой лошадям и служителям артилерии войсковой енеральной, для спорядження фурманов и прочих артилеристских припасов».
З 1718 в Коропі розміщувалася козацька артилерія («військова армата»).
З 1718 Короп належав І.Скоропадському, з 1727 р. — знову став великою артилерійською базою.
У 1726 р. Катерина I передає Короп і Батурин Меншикову. Але під його владою Короп залишався недовго (Меншикова у 1727 р. вислали).
Після Меншикова Коропом до 1728 р. володіла вдова гетьмана Скоропадського Анастасія Марківна. Ось що писав про цю непересічну українську жінку відомий історик П. Я. Дорошенко: «Обладая твердым характером, умом и деятельною натурою, она имела решительное влияние на мужа, и это обстоятельство сохранилось в народной памяти в поговорке: „Иван теля пасе, а Настя булаву несе“.
За цей час козацька артилерія приходить у занепад і вже у 1728 р. новий гетьман Данило Апостол (1727 — 1734) забирає Короп у вдови Скоропадського і знову робить його головним центром матеріального забезпечення артилерії (котрим він залишається до кінця існування козацької військової артилерії, ліквідований Рум'янцевим 1782 р.) під керівництвом генерального обозного. Завдяки цьому ми маємо в Коропі Вознесенську церкву, споруджену в 1764 р. коштом отамана генеральної артилерії Петра Юркевича.
Петро Мартинович Юркевич належав до свити гетьмана і був найвизначнішою людиною в Коропі. Він багато зробив для будівництва міста. А в 1769 р. на свої кошти побудував церкву Різдва Богородиці у Рождественному (Жовтневому). До речі в цьому селі в середині XIX ст. нащадки Юркевича володіли 5,400 десятинами землі.
Знову цікаво звернутися до дослідження В. Є. Куриленка: „Стати багатим покровителем козацькому отаману допомогла його зарплата, яка на ті часи в сто разів була більша, ніж у підосавула, і в 40 разів, ніж у полкового писаря. Але в 1775 р. Юркевич залишився без посади, бо козацтво було ліквідовано. Бургомістром Коропа став Мосціпан (М. К. Мосцепанов — авт.) — відомий архітектор, флігель-ад'ютант графа Рум'янцева… За даними архіву коропського архітектора М. М. Самойловича (нащадка гетьмана) в 1782 р. на кошти Юркевича Мосціпан почав перебудову козацького двору. Отже, не жаліючи власних коштів козацький отаман Юркевич намагався зберегти козацьку славу Коропа.“ З часом біля фортеці був побудований пам'ятник Петру Юркевичу, який знищили 1920 р.
З 1782 р. — повітове місто Новгород-Сіверського намісництва, з 1802 р. — Чернігівської губернії. Під час франко-російської війни тут було сформовано 3-й козацький полк.

### Економіка Коропа козацьких часів

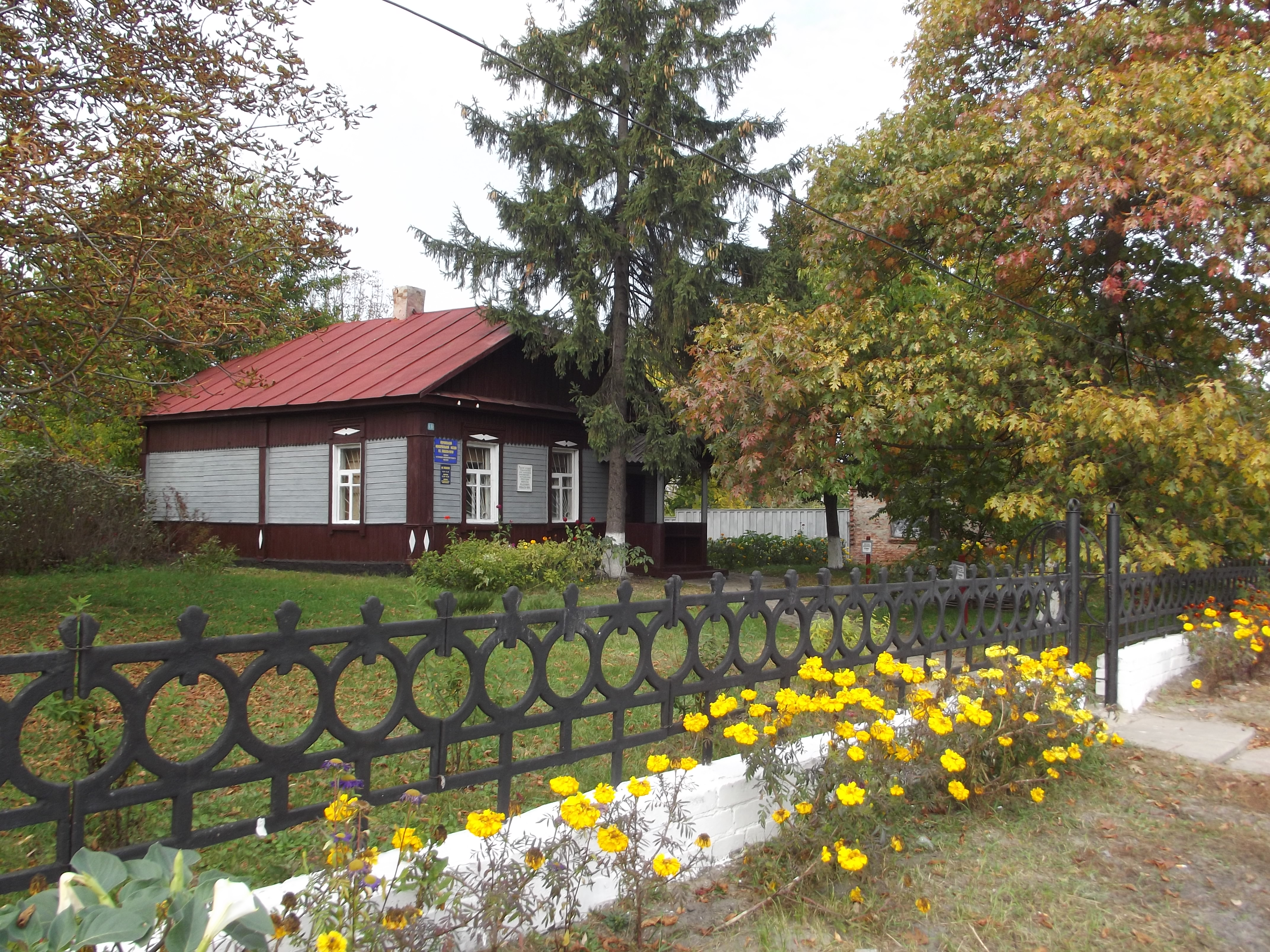
Будинок, у якому народився революціонер-народник, винахідник М. І. Кибальчич,Короп, пров. М. Кибальчича, 18

Основу економічного життя Коропської сотні становило сільське господарство, особливо вирощування зернових культур. Вирощене збіжжя переважно перероблялось не винокурнях. Вироблені спиртні напої споживались як на місцях, так і збувались у сусідні полки. Навіть надходили до столу козацької старшини та гетьмана. Найбагатшим власником млинів та винокурень була старшинська родина Забіл.
У сотенному містечку у XVIII столітті виготовлялось понад 75 тисяч відер горілки на рік. Її вживали не лише в своєму (Ніжинському) полку, але й постачали до Прилуцького, Лубенського, Переяславського, Гадяцького та Миргородського.
Головний промисел Коропа заключався в винокурінні, в 1782 році тут було 816 винокурних котлів, які розподілялись так: у священиків — 34, у старшини — 198, у козаків — 111, у селян — 478». Ще раніше із суми генеральної артилерії щороку видавалась тисяча рублів, куплена на цю суму горілка продавалась в шинках Коропа та належних до нього артилерійських сіл, з платою в касу по 25 копійок за відро і з поверненням виданої тисячі рублів.

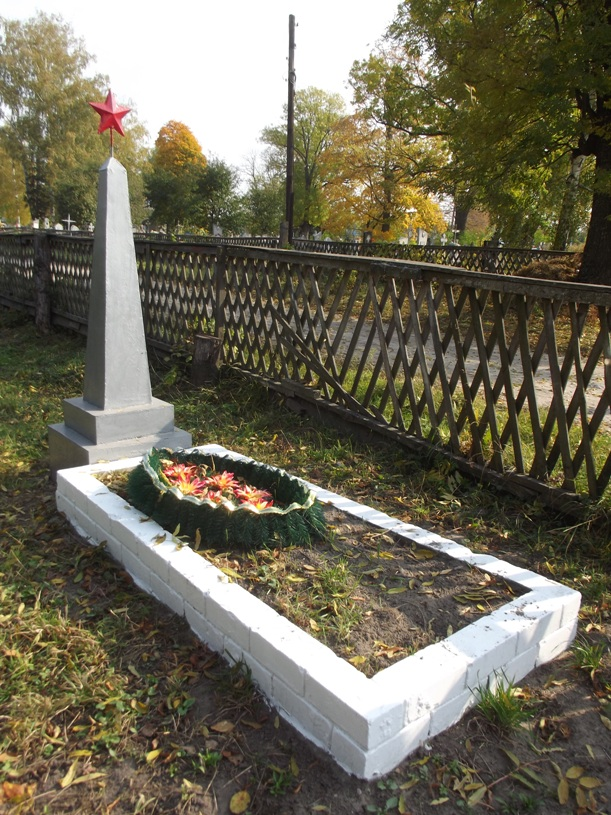
Братська могила біля 29 радянських воїнів, померлих від ран у військовому шпиталі і загиблих при звільненні селища у вересні 1943 р. Відомі прізвища 23 воїнів

Цікаво, що з метою покласти край зловживанням від надмірного виготовлення горілки 6 липня 1761 р. гетьман Кирило Розумовський видав універсал, у якому говорилось: «Малороссияне не только пренебрегают земледелием и скотоводством, от которых проистекает богатство народное, но еще, вдававсь в непомерное винокурение, часто покупают хлеб по торгам дорогою ценою не для приобретения каких-либо себе выгод, а для одного п'янства, истребляя лесные свои угодья и нуждаясь оттого в дровах, необходимых к отоплению их хижин». Наскільки був розвинений у ті часи винокурний промисел, видно з того, що відро вина продавалось по п'ятнадцять копійок.
Розміщення у Коропі військової артилерії дало поштовх розвитку ремесел, що були необхідні для військової справи. Тут вироблявся порох, а за деякими даними — і ядра. Розвивалось ковальське, ткацьке, шапочне, кравецьке ремесла (майстри об'єднувались у цехи). На початку XVIII ст., при Мазепі, одним з найбільших цехів у Коропі був ковальський, який очолював С.Котляр.
У 1781 р. у Коропі проживали 192 ремісника. Чоботарі, кушніри, шапкарі та інші. Вироблений товар відвозили для продажу на ярмарках у Глухові, Кролевці, Батурині, Воронежі. Коропські шевці і кравці працювали переважно осідло, проте є відомості і про мандрівних майстрів".
Крім того, у Коропі були розвинуті борошномельний, миловарний промисли. Тут був один із найбільших центрів шкіряного виробництва на Чернігівщині. Мешканці Коропа відгодовували також свиней та торгували ними далеко за межами краю. У великій кількості вироблявся посуд: черепиця та дуже гарні й міцні полив'яні розписні кахлі, що не поступалися відомим у той час голландським та гданським. Ними облицьовували печі та груби. Кахлі збувалися не лише в Україні, а й у Росії, Білорусі, Польщі Молдавії.
Традиційне для Коропа ремесло живопису підніс на високий мистецький щабель син місцевого священика Кирило Іванович Головачевський (1735—1828), який посів визначне місце серед художників другої половини XVIII — першої чверті XIX ст.

### XX століття
Під час заворушень 1905—1907 рр. у Коропі відбулися виступи селян і ремісників.

## Архітектура

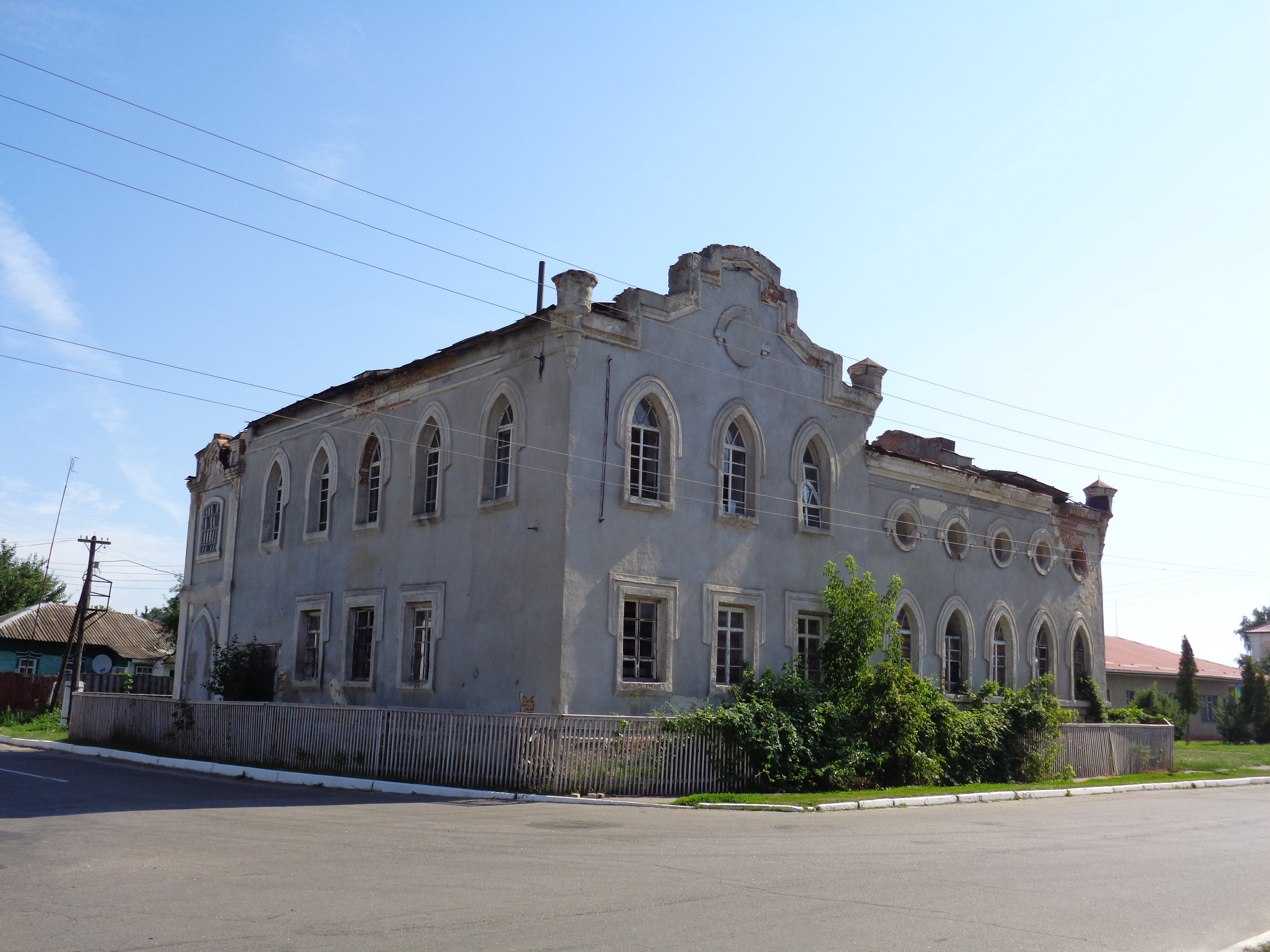
Синагога

В Коропі було розвинуте культове будівництво. На кінець XIX ст. місто налічувало дев'ять православних храмів, синагогу, а також в селі Рихли, що біля Коропа був споруджений Рихлівський Свято-Миколаївський монастир, який зараз відроджується. 
На кінці XVIII ст. в Коропі було три дерев'яні храми: Троїцький собор (1716 р.), Воздвиженська (1797 р.) і Покровська (1799 р.) церкви.
У 1764 збудовано муровані Вознесенську церкву (при ній школа шпиталь), 1790 — Преображенську і 1837 — Михайлівську церкви. Наприкінці XIX ст. споруджено Феодосіївську та Успенську церкви.

### Іллінська церква-фортеця
Першою була побудована саме ця культова споруда. Знавці української архітектури датують її будівництво кінцем XVII-початком XVIII ст., а дехто припускає, найдревніша її частина, можливо, належить до XV — XVI ст.

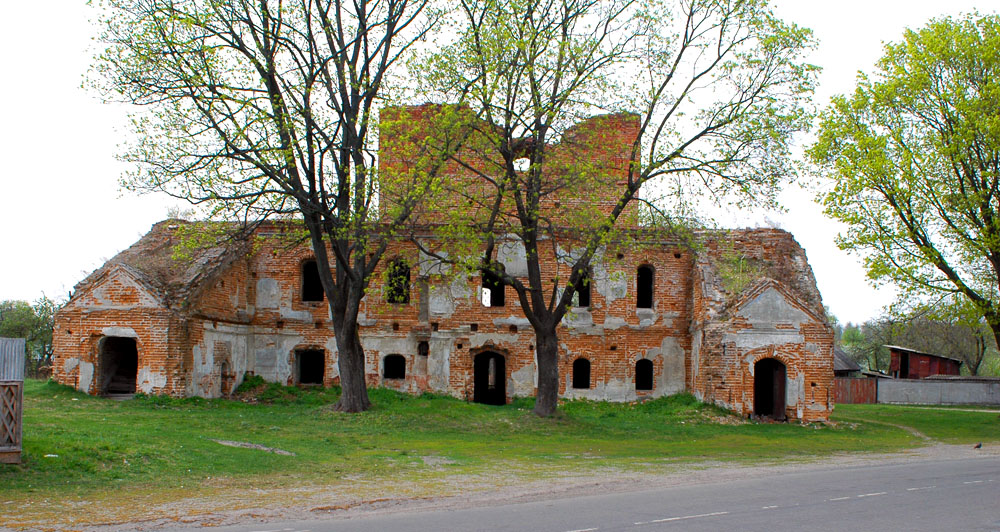
Іллінська церква

Це єдина церква такого типу на Лівобережжі України. її побудували на західних підступах до дитинця міста — фортеці і вона була першою його кам'яною спорудою фортечного типу. Цілком імовірно, що в ті часи постійних воєн вона могла спочатку виконувати оборонне призначення, а в 1782 — 1818 рр. її перебудували на церкву, після перебудови тут діяла і дзвіниця. Вона кілька разів зазнавала руйнувань і перебудов, була зроблена надбудова. Основою її є невелика баштоподібна одно банна будівля з товщиною стін до двох метрів і шириною зали менше п'яти метрів. До цієї башти з південного боку, мабуть, пізніше була прибудована одноповерхова споруда, що мала два входи. Тут був вівтар Преподобного Сергія Радонезького та Єфросинії Суздальської. Будова Іллінської церкви суттєво відрізняється від інших церков Сіверщини, тому й виникло припущення про її фортифікаційне призначення. У 30-х рр. XX ст. верх церкви розібрали, поступово під дією природних факторів, а також рук людських, вона почала перетворюватись на руїни. На жаль, спроби її реставрації у 80-90-х рр. минулого століття були призупинені. Іллінська церква в церковних записах не значиться.
Церковне будівництво в Коропі досягло розквіту за часів гетьманату, у XVII—XVIII ст. в період найбільшого розквіту міста. Та на сьогодні тут залишилося лише чотири будівлі православних храмів, включаючи Іллінську церкву.

### Троїцька церква
Не збереглася і Троїцька церква — соборний храм Коропа, побудований в 1716 р. Це була дуже велика й висока дерев'яна п'ятидільна споруда. По книзі Горностаєва «Дворцы и церкви юга России», у Коропі в 1633 р. стояла трикупольна дерев'яна Троїцька церква. Тож схоже, що на її місті в 1769 році і виникла вже п'ятибанна козацька церква Троїці". До речі, такі різночитання в часі побудови коропських (і не лише коропських) церков в історичних джерелах зустрічаються дуже часто. Наприклад, Чернігівський архієпископ Філарет (Гумилевський) згадує Євангеліє XVII ст. з «давнього храму», побудованого в Коропі 1657 р. Це ще раз говорить за те, що Короп — давнє місто і що майже всі його храми, побудовані спочатку із дерева, добудовувались, ремонтувались, будувалися заново, поруйновані часом і пожежами. У 1853 р. Троїцьку церкву заново побудували на кам'яному фундаменті. Мала два вівтарі на честь Божої Матері та Святого Миколая Чудотворця. Мистецтвознавець С. А. Таранущенко вважав Троїцьку церкву в Коропі однією з найкращих церков такого типу на Північному Лівобережжі. Вона мала цінні: дарохранильницю; «Євангеліє» 1670 р. і інше — 1735-го; дві великі стародавні ікони, на кожній з яких зображено по три апостоли; гарний іконостас. За записом 1732 р. священиками Троїцького собору значаться Ьан Яковлєв і Ьан Головачевський (батько відомого художника Кирила Головачевського). Собору також належало сім лавок. Його закрили у 1929 р., а потім розібрали.

### Вознесенська церква

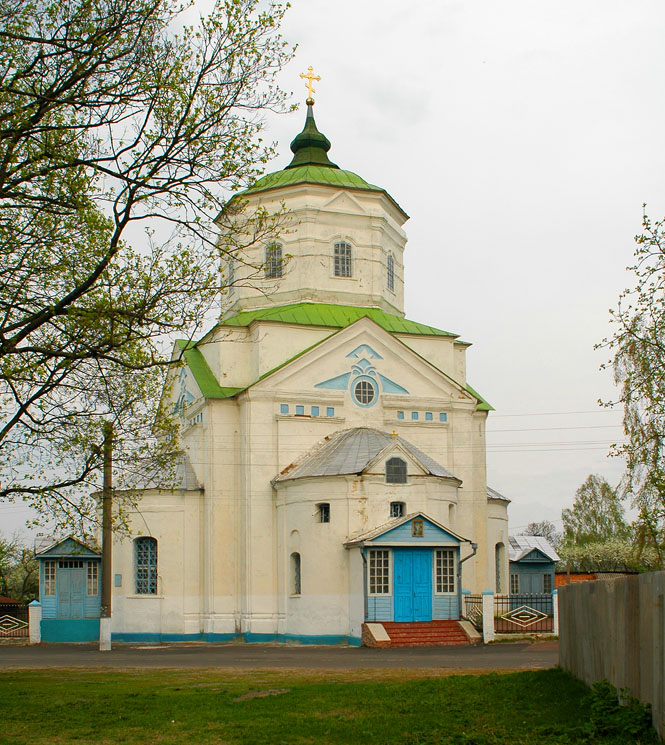
Вознесенська церква

Мурований храм Вознесіння Господнього освячений у 1764 р. Певно, його зведено на місці старої дерев'яної церкви, оскільки Вознесенська церква в Коропі згадується в одному з актів під 1746 р. Побудував його отаман генеральної артилерії Петро Юркевич. У 1769 р. він спорудив також кам'яну церкву Різдва Богородиці в селі Рождественскому. Вознесенська церква в Коропі це баштоподібна тетраконхового типу споруда, яка відрізняється від подібних тим, що має восьмибічний підбанник. Архітектором її вважається Максим Мосцепанов. В її інтер'єрі частково зберігся гарний, фахово зроблений настінний живопис кінця XVIII ст. Філарет Гумилевський (Чернігівський архієпископ) у 1859 — 1866 рр.) зазначав, що у церкві привертали увагу: місцеві ікони Спасителя і Божої Матері, древні і майстерно написані; дари преосвященного Тихона Якубовського, єпископа Суздальського, що був родом із Коропа — напрестольний хрест, «Євангеліє», требник, кольоровий тріод з написом: «дана в церков Коропскую Вознесенскую в молитвенное воспоминание недостойного епископа Тихона 1765 г. февраля 8 дня». На жаль, Гумилевський, що був дуже освіченою людиною, не знався на архітектурі, а тому при опису церков на їх споруди майже не звертав уваги, віддаючи перевагу внутрішньому убранству. І зараз у Вознесенському храмі зберігається немало цікавих, високохудожніх ікон, серед них — ікона Божої Матері Скоропослушниці, на честь 900-ліття Чернігівської єпархії, точна копія афонської. Іконостас в церкві розписував відомий на Коропщині художник Анатолій Васильович Сарапін.
За переписом 1767 р. при храмі були школа й шпиталь, три лавки і двір на базарній площі, куплений за таким записом: «року 1746 я нижеподписавшаяся чиню ведомо, иж продала на церков Вознесенскую Коропскую собственный двор с хоромным строением з светлицею, коморою и станею, стоящий помеж двора с единой стороны войсковой генеральной артиллерии канцеляриста Моргацкого за цену доброй монеты, за 20 руб.». Підписалась «попадья Анастасия Гавриловна», донька померлого вознесенського священика Гаврила.
У 1737 р. для Вознесенської церкви був відлитий дзвін майстром Іваном Горлякевичем. Його оздоблення виділялося рельєфними написами й орнаментами.
У Вознесенській церкві правили службу Божу ряд священиків, імена яких дійшли до наших днів. Любили й шанували мешканці міста протоієрея Євмена Якубовського. Він був сином коропського шевця, але освіту здобув у Київській духовній академії. За протекцією свого брата Суздальського єпископа Тихона був призначений наставником Ростовської семінарії у 1764 р. висвячений у священика Вознесенської церкви в Коропі. Залишившись удівцем з двома дітьми, він жив самотою, читав багато книг, служив храму і парафії. Його життя було прикладом для людей. Чим міг допомагав бідним, з любов'ю наставляв грішників. Уже 70-річним, хворим, він кожного дня відправляв службу". В короткую предсмертную болезнь, сидя на одре преподавал он советы, как надобно жить и готовиться к другой жизни, тихо скончался 77-ми лет в 1814 году" (Ф. Гумилевський).
У Коропі починав духовну кар'єру Маркел Іваницький (родич Миколи Кибальчича). Народився він у 1822 р. в селі Псарівці (нині Свердловка).
Після закінчення Чернігівської духовної семінарії був направлений священиком у Короп, у Вознесенську церкву. У 1857 р. його перевели до Покровської церкви села Іванькова, а в 1865 р. — священиком Успенського храму в село Конятин. У 1899 р. широко й урочисто відзначалося 50-ліття служіння отця Маркела в сані священика. Про це писалося в «Прибавлении к Черниговским епархиальным известиям» за 1900 р., № 2.
і священиків Вознесенської церкви у записах збереглося ще ім'я Тимофія Канова.

### Покровська церква
Покровська церква побудована 1770 р. дерев'яна із дзвінице, знаходилась по дорозі до Плавучого мосту. Як і більшість коропських храмів, ця церква не збереглася. Недалеко від минулого місця знаходження Покровської церкви знаходиться джерело. З цієї криниці щорічно освячуєтьсяч вода на Водохреща і Стрітення Господнє. 2010 року місцевим меценатом була на місці криниці побудована каплиця, присвячена його матері.

### Воздвиженська церква
Воздвиженська церква теж не збереглася до наших часів. Вона стояла на пагорбі, біля Плавучого мосту. А була побудована аж наприкінці XVIII ст. — у 1797 р. Це була дерев'яна церква. Мала вівтар Хрещення Господнього.

### Феодосіївська церква
Четвертою церквою, споруда якої збереглася до наших днів, є Феодосіївська. Її збудували у 80-х рр. XIX ст. (як зазначають деякі джерела після страти Миколи Кибальчича) у псевдоросійському стилі. У 30-х рр. XX ст. її закрили, а згодом зняли бані і переробили всередині під кінотеатр. Зараз там розміщується регіональний історико-археологічний музей.

### Успенська церква
В усій своїй красі зустрічає у наші дні віруючих Успенська церква, яка була споруджена в центрі Коропа у 1767 р. Краєзнавець В. Є. Куриленко, спираючись на «Черниговские еперхиальные известия», датує її 1716 р. Як мурований храм церква Успіння Богородиці датується 1894 р. Зведена вона на кошти коропських міщан Євдокима та Макара Стовпцових за заповітом їхнього батька Антипа Стовпцова. Мала боковий вівтар Святого великомученика Георгія. Її священником був батько Миколи Кибальчича Іван Йосипович.

### Преображенська (Спаська) церква
Знаходилась у центрі Коропа, на тому місці, де зараз височить меморіал пам'яті «Скорботна мати», зведена у 1764-65 рр. За іншими відомостями мурована церква тут з'явилася у 1790 р., а в церковних записах 1743 р. вона згадується як дерев'яна.
Із 45-метрової дзвіниці Спаської церкви було видно Алтинівську залізничну станцію (!!!!26 км!!!!). Церква мала вівтар Різдва Богородиці. Цінними там були «Євангеліє» 1657 і 1745 рр., на якому був напис: «1746 стяжаю в храм придельный Рождества Богородицы при церкви Преображенской Коропской, тщанием священиков Захарии Максимовича и Иоанна Константиновича».

### Інша соціальна інфраструктура

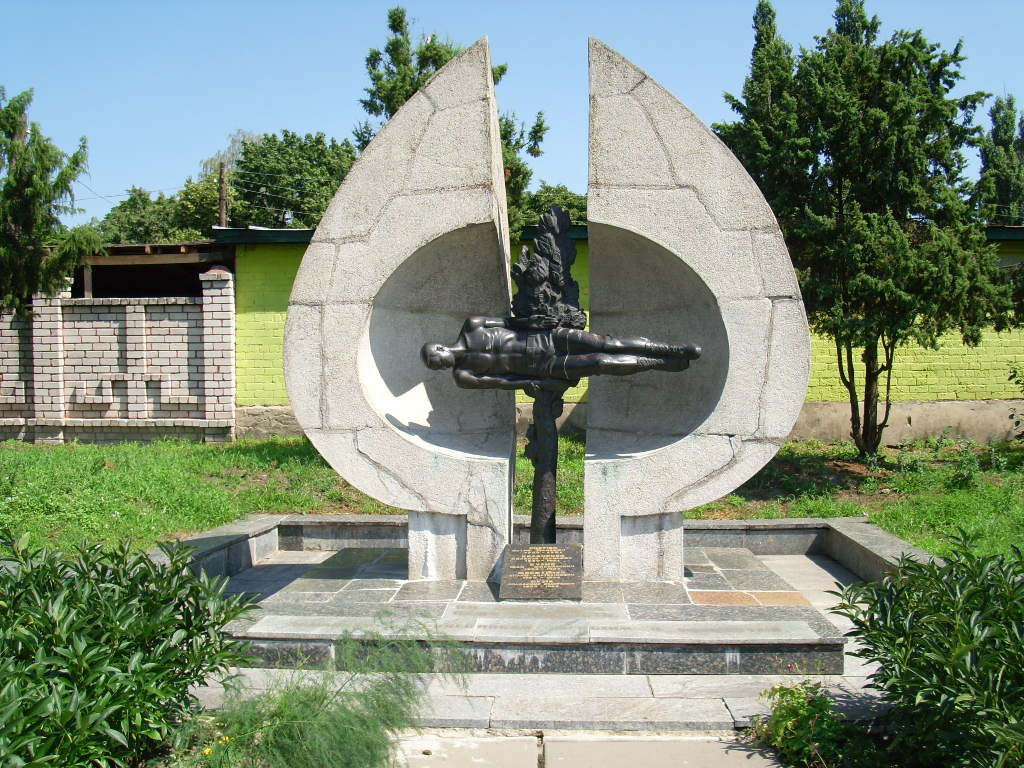
Пам'ятний знак воїнам-інтернаціоналістам, Короп, вул. Кибальчича, центр

У 1859 відкрито лікарню, двохкласне парафіяльне училище, приватну жіночу школу. У 1913 в Коропі діяло 5 цегельних, 2 крохмальних заводи, млин, крупорушка. Діяли міністерське училище, земська школа, приватна жіноча гімназія, бібліотека.
На даний час діє Коропська центральна районна лікарня, Коропська загальноосвітня школа І-ІІІ ступенів імені Т. Г. Шевченка, спортивний комплекс міжобласного значення «Аполлон», музична школа, школа мистецтв, будинок дитячої творчості, будинок культури, кінотеатр, залізнична станція Короп.

## Транспорт

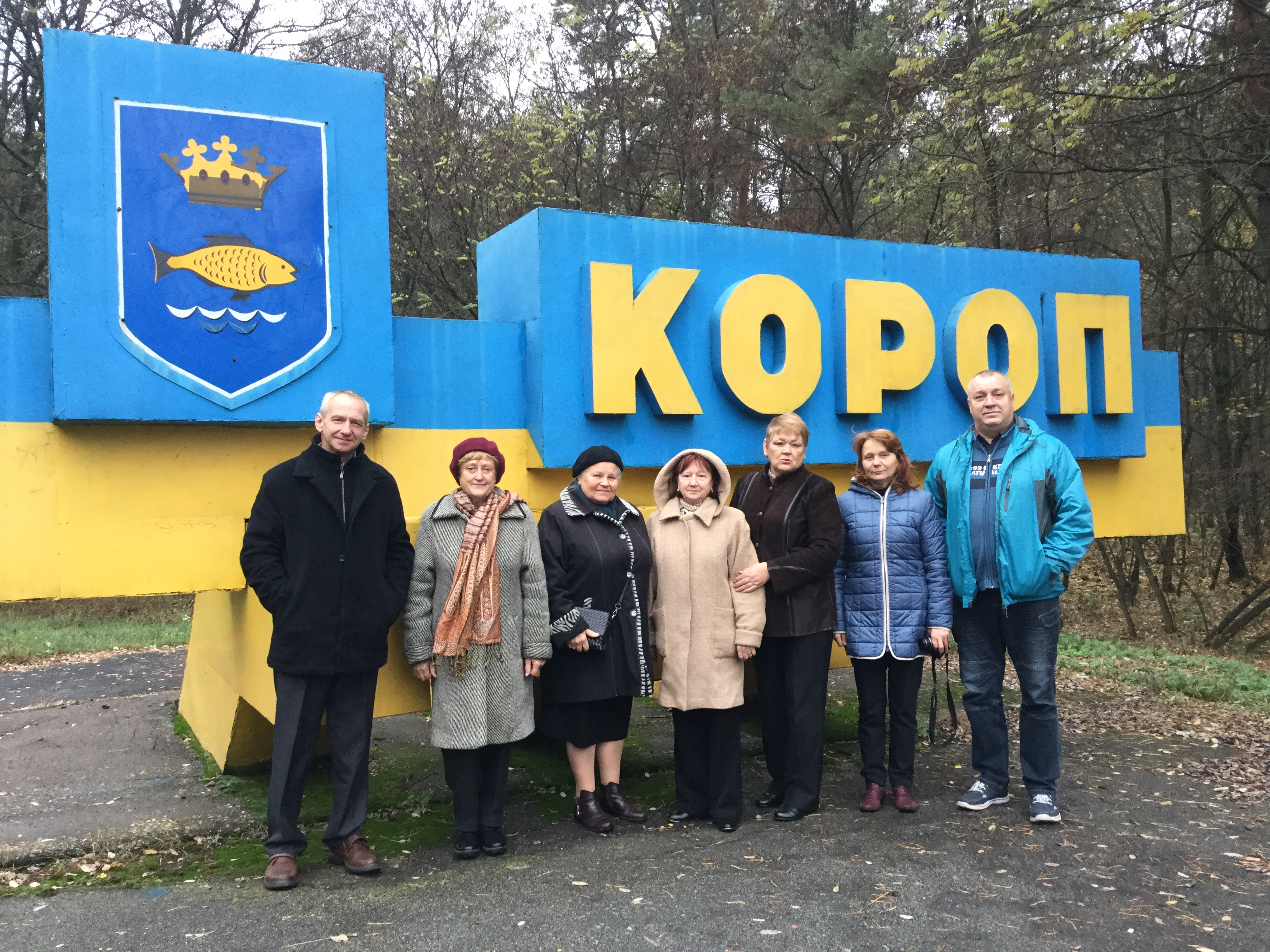
Представники Чернігівського земляцтва в Києві при в'їзді в Короп, жовтень 2018

## Населення
- У 1786 році налічувалося 873 двори, у яких мешкало 5409 жителів (тільки православного населення)[7].
- 1866 р. налічувалося 805 дворів, 5007 жителів.
- 1897 р. — 1445 дворів, 8587 жителів.
- 1989 р. — 5230 жителів.
- 2001 р. — 5567 жителів.
- 2005 р. — 5600 жителів.
- 2022 р. — 5100 осіб[8].

### Мова
Розподіл населення за рідною мовою за даними перепису 2001 року:
| Мова            | Кількість | Відсоток |
| --------------- | --------- | -------- |
| українська      | 5378      | 96.60%   |
| російська       | 180       | 3.23%    |
| білоруська      | 7         | 0.13%    |
| інші/не вказали | 2         | 0.04%    |
| Усього          | 5567      | 100%     |

## Культура
У Коропі діють 2 музеї:

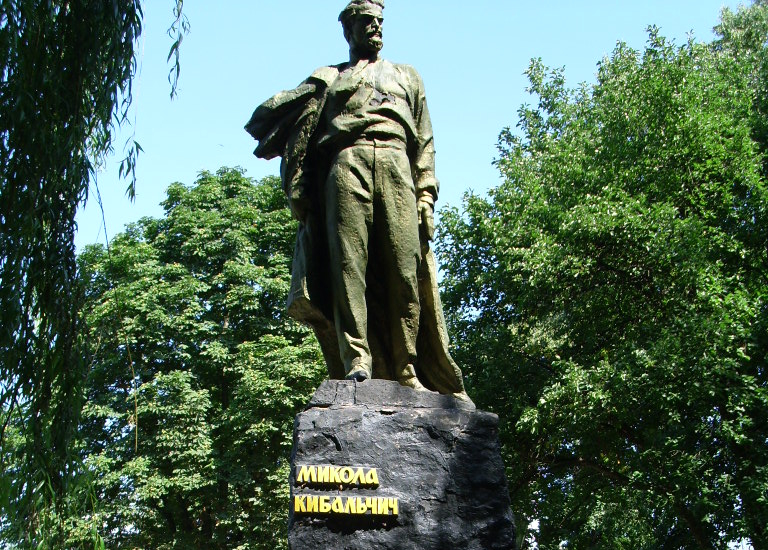
Пам'ятник М. І. Кибальчичу (1853—1881 рр.), Короп, вул. Садова, парк

- регіональний історико-археологічний музей — експозиція закладу (понад 7 тис. одиниць зберігання) висвітлює багатовікову історію Коропщини;
- музей-садиба Миколи Кибальчича, винахідника ракетного літального апарата, народовольця, що брав участь у вдалому замаху на російського імператора Олександра II.

## Видатні люди

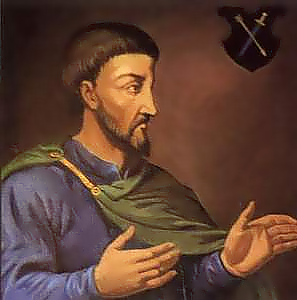
Дем'ян Многогрішний, гетьман Лівобережної України

- Бондаренко Іван Петрович (1955—…) — український мовознавець, перекладач.
- Гловачевський Кирило Іванович (1735—1823) — співак, художник, викладач портретного живопису, колезький радник.
- Кибальчич Микола Іванович — винахідник і революціонер-народник українського походження. Автор схеми першого у світі реактивного літального апарата. Страчений за замах на імператора Олександра II.
- Дем'ян Ігнатович (1631 р. — 1703 р.) — гетьман Лівобережної України (1669—1672).
- Сергій Гнатович Руденко (1904—1990) — радянський військовий діяч, маршал авіації, Герой Радянського Союзу.
- Куриленко Василь (1903—1942) — український поет, публіцист, журналіст.
- Куриленко Михайло Прокопович (1885 — ?) — політичний і громадський діяч, депутат Трудового конгресу України.
- Шкляр Ігор Володимирович — молодший сержант 41-го батальйону територіальної оборони України «Чернігів-2». Отримав важкі поранення під Дебальцеве (Донецька область). Боєць понад тиждень пробув у Харківському шпиталі, але врятувати його життя не вдалося.